# Frans Walschartz

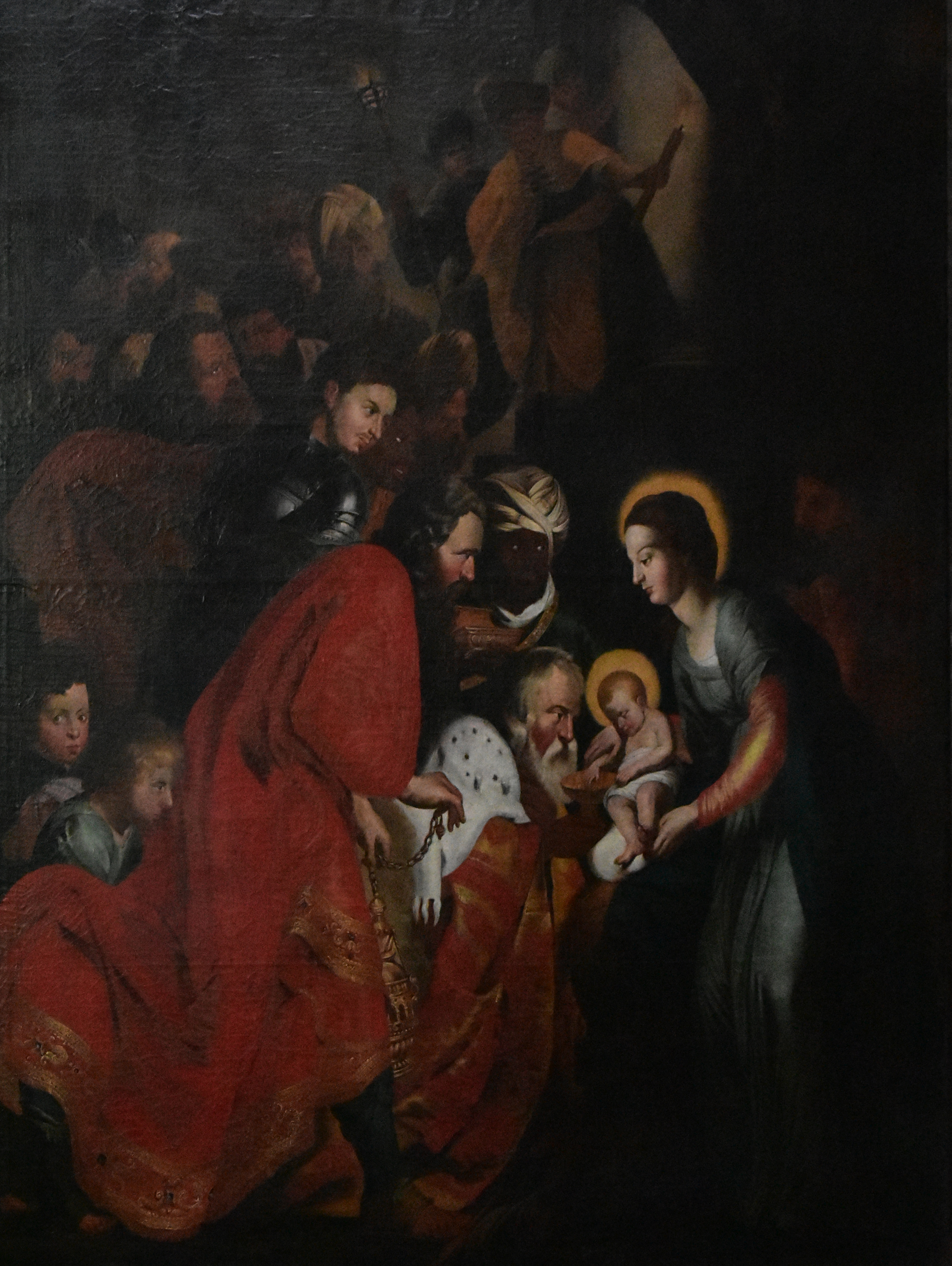
Aanbidding der Wijzen in de kerk te Maasmechelen

Frans Walschartz (Luik, 1598 - aldaar, 1679) (ook: François Walschartz en soms, foutief: Jean Walschartz) was een Zuid-Nederlands kunstschilder.
Hij was als zodanig achtereenvolgens werkzaam te Luik (1618-1620), Rome (1620), Luik (1621-1646), Maastricht (1646-1670) en Luik (1670-1679), waar hij ook overleed. Hij wordt gerekend tot de barok.
Walschartz schilderde vooral religieuze motieven, zoals de Aanbidding van het Kindje Jezus, het Laatste Avondmaal, Aanbidding der Wijzen en de Heilige Familie. Werk van hem bevindt zich onder meer in de kerken van Zepperen en van Mechelen-aan-de-Maas.